# Miss International 1987
Miss International 1987, ventisettesima edizione di Miss International, si è tenuta presso Tokyo, in Giappone, il 13 settembre 1987. La portoricana Laurie Tamara Simpson è stata incoronata Miss International 1987.

## Risultati

### Piazzamenti
| Risultato finale        | Concorrente |
| ----------------------- | --- |
| Miss International 1987 | - Porto Rico - Laurie Tamara Simpson Rivera |
| 2ª classificata         | - Belgio - Muriel Jane Georges Rens |
| 3ª classificata         | - Messico - Rosa Isela Fuentes Chávez |
| Semifinaliste           | - Australia - Vanessa Lynn Gibson - Austria - Kristina Sebestyen - Brasile - Fernanda Campos Soares - Finlandia - Niina Katariina Kärkkäinen - Germania - Dagmar Schulz - Giamaica - Denise Josephine Thompson - Giappone - Yayoi Morita - India - Erika Maria de Souza - Israele - Ofir Alony - Spagna - Ana García Bonilla - Stati Uniti - Paula Jean Morrinson - Venezuela - Begoña Victoria García Varas |

### Riconoscimenti speciali
| Riconoscimento        | Concorrente                                |
| --------------------- | ------------------------------------------ |
| Best National Costume | - Venezuela - Begoña Victoria García Varas |
| Miss Friendship       | - Colombia - Michelle Betancourt Vergara   |
| Miss Photogenic       | - Hong Kong - Lam Wing-Han                 |

## Concorrenti
- Argentina - Rossana Ranier
- Australia - Vanessa Lynn Gibson
- Austria - Kristina Sebestyen
- Belgio - Muriel Jane Georges Rens
- Bolivia - Gouldin Balcázar
- Brasile - Fernanda Campos Soares
- Canada - Julie Christine McDonald
- Colombia - Michelle Betancourt Vergara
- Corea del Sud - Chung Wha-sun
- Costa Rica -  Alexandra Eugenia Martínez Fuentes
- Danimarca - Zelma Hesselmann
- Filippine - Maria Lourdez "Lilu" Dizon Enriquez
- Finlandia - Niina Katariina Kärkkäinen
- Francia - Joelle Annik Ramyhed
- Germania - Dagmar Schulz
- Giamaica - Denise Josephine Thompson
- Giappone - Yayoi Morita
- Grecia - Peggy Thanopoulou
- Guam - Geraldine Dydasco Gumataotao
- Honduras - Darlene Jacqueline Sikaffy Powery
- Hong Kong -  Lam Wing-Han
- India - Erika Maria de Souza
- Irlanda - Barbara Ann Curran
- Islanda - Magnea Lovisa Magnusdóttir
- Isole Marianne Settentrionali - Luciana Seman Ada
- Israele - Ofir Alony
- Italia - Luisa Rigamonti
- Lussemburgo - Claudine Atten
- Malta - Maria Arlette Balzan
- Messico - Rosa Isela Fuentes Chávez
- Norvegia - Hege Elisabeth Rasmussen
- Nuova Zelanda - Philippa Lynn Beazley
- Paesi Bassi - Angelique Johanna Gerarda Cremers
- Panama - Amarilis Aurelia Sandoval
- Perù - Rosario Elsa Leguia Nugent
- Polonia - Ewa Monika Nowosadko
- Porto Rico - Laurie Tamara Simpson Rivera
- Portogallo - Susana Paula Neto da Silva Nunes
- Regno Unito - Debbie Ann Pearman
- Singapore - Marjorie Ai Ling Tan
- Spagna - Ana García Bonilla
- Stati Uniti - Paula Jean Morrinson
- Svizzera - Nathalie Amiet
- Thailandia - Prapaphan Bamrubngthai
- Turchia - Mine Baysan
- Venezuela - Begoña Victoria García Varas
- Zaire - Mesatewa Tuzolana